# Луїсбург (Північна Кароліна)
Луїсбург (англ. Louisburg) — місто (англ. town) в США, в окрузі Франклін штату Північна Кароліна. Населення — 3064 особи (2020).

## Географія
Луїсбург розташований за координатами 36°5′52″ пн. ш. 78°18′6″ зх. д. / 36.09778° пн. ш. 78.30167° зх. д. (36.097746, -78.301598).  За даними Бюро перепису населення США в 2010 році місто мало площу 7,02 км², з яких 7,01 км² — суходіл та 0,01 км² — водойми.

### Клімат
| Клімат : Луїсбург     | Клімат : Луїсбург | Клімат : Луїсбург | Клімат : Луїсбург | Клімат : Луїсбург | Клімат : Луїсбург | Клімат : Луїсбург | Клімат : Луїсбург | Клімат : Луїсбург | Клімат : Луїсбург | Клімат : Луїсбург | Клімат : Луїсбург | Клімат : Луїсбург | Клімат : Луїсбург |
| Показник              | Січ.              | Лют.              | Бер.              | Квіт.             | Трав.             | Черв.             | Лип.              | Серп.             | Вер.              | Жовт.             | Лист.             | Груд.             | Рік               |
| Середній максимум, °C | 10,6              | 12,8              | 17,2              | 22,8              | 26,1              | 30,6              | 32,2              | 31,7              | 28,3              | 22,8              | 17,8              | 12,2              | 22,1              |
| Середній мінімум, °C  | −3,9              | −3,3              | 1,1               | 5,6               | 10,6              | 15,6              | 18,3              | 17,2              | 13,3              | 5,6               | 1,1               | −2,8              | 6,6               |
| Норма опадів, мм      | 105               | 89                | 111               | 81                | 110               | 95                | 114               | 134               | 112               | 93                | 83                | 80                | 1207              |
| --------------------- | ----------------- | ----------------- | ----------------- | ----------------- | ----------------- | ----------------- | ----------------- | ----------------- | ----------------- | ----------------- | ----------------- | ----------------- | ----------------- |
| Джерело: Weather.com  |                   |                   |                   |                   |                   |                   |                   |                   |                   |                   |                   |                   |                   |

## Демографія
Згідно з переписом 2010 року, у місті мешкало 3359 осіб у 1197 домогосподарствах у складі 654 родин. Густота населення становила 478 осіб/км².  Було 1345 помешкань (192/км²).
Расовий склад населення:
| - 47,3 % — білих - 46,9 % — чорних або афроамериканців - 0,9 % — азіатів - 0,3 % — корінних американців - 2,9 % — осіб інших рас |

До двох чи більше рас належало 1,7 %. Частка іспаномовних становила 5,5 % від усіх жителів.
За віковим діапазоном населення розподілялося таким чином: 18,0 % — особи молодші 18 років, 60,6 % — особи у віці 18—64 років, 21,4 % — особи у віці 65 років та старші. Медіана віку мешканця становила 38,2 року. На 100 осіб жіночої статі у місті припадало 89,8 чоловіків;  на 100 жінок у віці від 18 років та старших — 91,3 чоловіків також старших 18 років.
Середній дохід на одне домашнє господарство  становив 44 927 доларів США (медіана — 27 072), а середній дохід на одну сім'ю — 64 187 доларів (медіана — 65 068). Медіана доходів становила 40 724 долари для чоловіків та 36 250 доларів для жінок. За межею бідності перебувало 27,4 % осіб, у тому числі 51,0 % дітей у віці до 18 років та 17,1 % осіб у віці 65 років та старших.
Цивільне працевлаштоване населення становило 890 осіб. Основні галузі зайнятості: освіта, охорона здоров'я та соціальна допомога — 46,3 %, роздрібна торгівля — 14,6 %, виробництво — 10,8 %, фінанси, страхування та нерухомість — 8,0 %.